# Sujet automate (marxisme)
Le sujet automate (ou sujet automatique) est une expression de Karl Marx dans son ouvrage Le Capital. Ce concept va être grandement développé et utilisé par d'autres auteurs marxiens tels que Moishe Postone ou les auteurs de la Critique de la valeur (Robert Kurz, Anselm Jappe, etc.).

## Définition de Marx
Dans le livre 1 du Capital, Karl Marx utilise ce concept de sujet automate lorsqu'il explique que l’accélération du cycle de rotation du capital rendue possible par le développement technologique est nécessaire afin, d’une part, d’obtenir des gains de productivité et d’accumuler de la survaleur relative et, d’autre part, afin de raccourcir le temps de circulation, lequel ne produit pas de valeur. C’est au moment où le procès de valorisation repose sur la survaleur relative que la catégorie du capital prend tout son sens puisque le capital devient le véritable sujet (non humain) d’une dynamique hors de tout contrôle social :
La valeur passe constamment d’une forme dans l’autre, sans se perdre elle-même dans ce mouvement, et elle se transforme en un sujet automate […] la valeur devient ici le sujet d’un procès dans lequel, à travers le changement constant des formes-argent et marchandise, elle modifie sa grandeur elle-même, se détache en tant que survaleur d’elle-même en tant que valeur initiale, se valorise elle-même. 
Le sujet automate se matérialise dans le système des machines, selon Marx, qui affirme dans une veine aristotélicienne que : 
tout le système de machinerie, qu’il soit fondé sur la simple coopération de machines de travail analogues, comme dans le tissage, ou sur une combinaison de machines différenciées, constitue en soi un grand automate dès qu’il est mis en mouvement par un premier moteur qui se meut lui-même.

## (Re)interprétation marxienne et enrichissement du concept
Pour Marx et également l'historien Moishe Postone, le capital peut être décrit comme « sujet automate », et les capitalistes comme la simple personnification du capital, comme de simples « masques de caractère ». Par conséquent, si, pour le marxisme orthodoxe, la domination est concrète (le travail est soumis à l’exploitation, à une domination de classe), selon Moishe Postone, la domination capitaliste est abstraite. Le marxisme traditionnel souhaite dépasser le capitalisme en libérant le travail de l’exploitation, alors que pour des marxiens hétérodoxes comme Moishe Postone, dépasser le capitalisme rend  nécessaire le fait de libérer les hommes du travail. Le marxisme traditionnel voit le travail et la richesse qu’il produit, la valeur, comme des réalités universelles, indépassables, et la domination comme exploitation, comme domination d'une classe sociale, alors que Moishe Postone montre en quoi le travail et la richesse actuelles sont spécifiquement capitalistes et en quoi ils sont des mécanismes automatiques qui dominent les hommes. Le capital est ainsi un « sujet automate » et le travail est « automédiatisant », fin en soi. Ce sont dans ces automatismes sociaux – et non dans une quelconque domination de classe – que s’enracine la domination sociale contemporaine.
« Dans l’analyse de Marx, la domination sociale ne consiste pas, à son niveau le plus fondamental, en la domination des hommes par d’autres hommes, mais en la domination des hommes par des structures sociales abstraites que les hommes eux-mêmes constituent »
Une explication du sujet automate est également donnée par Anselm Jappe, un auteur du courant marxien de la Critique de la valeur, montrant ainsi que le capitalisme ne saurait être un système uniquement définissable comme un simple mode de production économique basé sur la lutte de classes et la propriété privée des moyens de production. La Critique de la valeur montre que le capitalisme est également une totalité sociale et civilisationnelle où le fétichisme de la marchandise mais également d'autres fétiches que sont le travail, l'argent et la valeur, dominent la société (donc dominent aussi les classes dominantes). La société est entièrement dominée par des abstraction réelles et anonymes,. Le capitalisme est donc aussi une « domination sans sujet » et impersonnelle selon Robert Kurz.

Dans l'ouvrage Raison sanglante, pour Robert Kurz le sujet automate concerne le cœur du problème de capitalisme, c'est la "forme-sujet bourgeoise moderne, structurellement masculine" : 
La forme-sujet n'est rien d'autre que le mode général du rapport au monde capitaliste moderne, la forme générale de penser et d'agir de la socialisation par la valeur. Il s'agit, d'un coté, de la forme du "sujet automate" (Marx) objectivé qui s'oppose aux individus comme cadre global dominant et autonomisé ou comme totalité fétichiste : le principe-forme abstrait mystérieusement vide de tout contenu dont l'incessant automouvement objectivé, véritable roue de Jaggernaut de la valorisation de la valeur, lamine à la fois la nature et la société. Or, d'un autre coté, cette forme est en même temps la forme des porteurs d'actions individuels et institutionnels; comme telle, elle est, au sens plus restreint, forme-sujet ou "forme du sujet". Cette forme des porteurs d'actions, à son tour, est pour l'essentiel structurellement masculine et dissociative : le sujet de la logique de la valeur-dissociation.
Cette réflexion de Kurz vis-à-vis du sujet automate l'amène également à analyser ce concept sur le rapport entre les sexes, "mais aussi au-delà de celui-ci". Le racisme, l'antisémitisme, la concurrence marchande et l'universalisme occidental passe aussi sous la critique de Kurz, dans le cadre d'une analyse de ce qu'est le sujet automate. L'universalisme occidental engendré par le capitalisme ne se "réfère qu'au monde intérieur de la forme-valeur" et constitue "à maints égards un système et des mécanismes d'exclusions". Le sujet automate est "masculin", mais aussi "blanc", patriarcal et raciste :
La définition de "l'être humain" comme sujet de la valeur [économique] rabaisse non seulement le "féminin" dissocié à un niveau mi-humain mais encore, du fait de cette nature, exclut socialement de l'humanité tous les individus qui ne peuvent pas ou ne peuvent plus agir provisoirement ou durablement dans le cadre du mouvement tautologique du "sujet automate", ceux qui, du point de vue de ce sujet (devenu le point de vue de la reproduction sociale tout court), ne peuvent que passer pour "superflus" et donc, par principe, non-humains. [...] Le racisme et l'antisémitisme ne conduit donc pas une contradiction de principe par rapport à l'universalisme éclairé mais en sont parties intégrantes, au contraire, en tant que conséquences nécessaire de la réduction à la forme-valeur et donc à la concurrence. Par ce concept, le sujet est non seulement masculin, mais également blanc. [...] De même que l'accès de femmes au statut de sujets dans l'univers de la valeur ne dément en rien le rapport-dissociation, de même l'ascension sociale minoritaire d'individus non blancs ne dément par l'universalisme occidental comme rapport d'exclusion sociale et raciste.